# Beckwourth
Beckwourth es un lugar designado por el censo en el condado de Plumas en el estado estadounidense de California. En el año 2000 tenía una población de 342 habitantes y una densidad poblacional de 11 personas por km².

## Geografía
Beckwourth se encuentra ubicado en las coordenadas 39°49′39″N 120°24′13″O / 39.82750, -120.40361. Según la Oficina del Censo, la ciudad tiene un área total de 30,2 km² (11,7 mi²), de la cual 30,2 km² (11,7 mi²) es tierra y 0 km² (0 mi²) (0%) es agua.

## Demografía
Según la Oficina del Censo en 2000 los ingresos medios por hogar en la localidad eran de $47,813, y los ingresos medios por familia eran $52,031. Los hombres tenían unos ingresos medios de $49,219 frente a los $31,250 para las mujeres. La renta per cápita para la localidad era de $16,928. Alrededor del 2.8% de la población estaban por debajo del umbral de pobreza.